# Национальные чемпионы
Национальные чемпионы – частные быстрорастущие компании, демонстрирующие высокие экономические и технологические показатели. Национальные чемпионы занимают конкурентные позиции в своих наукоемких рыночных нишах и имеют перспективы глобального или отраслевого лидерства.
Понятие «национальные чемпионы» охватывает, с одной стороны, лидерство компаний в своих отраслях национальной экономики страны, а с другой стороны – их способность быстро расти, развиваться и решать новые инновационные задачи.

## История
Термин «национальные чемпионы» появился во французской прессе в конце 1970-х гг. в качестве способа оказания государством поддержки отечественным компаниям. Истоки концепции «национальных чемпионов» можно проследить в работах по экономической политике трех ученых: Эндрю Шонфилда, Стивена С. Коэна и Джона Зисмана. В книге британского экономиста Э. Шонфилда «Современный капитализм» (1965 г.) приводится одно из первых исследований, которое содержало в себе анализ различных аспектов по модернизации развитых экономик (так называемый «модернизационный подход») и поиск оптимальных сочетаний институтов модернизации с сочетанием традиционных практик ведения коммерческой (хозяйственной) деятельности, ориентированной на поддержание высоких темпов роста.
В соответствие с французской концепцией, национальный чемпион – это французская компания, которая является отраслевым лидером на отечественном рынке, зачастую выгодоприобретатель юридической или фактической монополии, имеющая тесные связи с государством. Данное понятие уходит своими корнями в первую четверть двадцатого века.
В контексте эволюции научных исследований сегмента бизнеса с опережающими темпами развития интерес представляют исследования быстрорастущего и высокотехнологичного предпринимательства, проведенные в разное время Д. Л. Берчем, Г. Симоном и А.Ю. Юдановым.
Дэвид Л. Берч – американский экономист, известный своей новаторской работой по малому бизнесу. В конце 1980-х гг. он впервые исследовал феномен быстрорастущей компании. Подчеркивая способность этих фирм к длительному быстрому росту, Д.Л. Берч предложил называть быстрорастущие компании «газелями». Количественно Д.Л. Берч определял газель как предприятие, характеризующееся не менее чем 20-процентным ростом годового дохода в течение пяти лет подряд. В результате своих изысканий он установил, что большинство крупных и малых компаний растут медленными темпами и слабо влияют на снижение безработицы и увеличение ВВП. Заметные изменения двух этих показателей происходят благодаря компаниям, сочетающим в себе высокую динамичность темпов роста и их устойчивость. В период с 1988 до 1992 гг. так называемые «газели», доля которых в экономике США составляла около 4%, создали более 70% новых рабочих мест.
Герман Симон – немецкий писатель и бизнесмен, председатель компании по стратегическому и маркетинговому консультированию. Г. Симон с 1990 г. изучал факторы, влияющие на лидерство или отставание национальных экономик в области экспорта своей продукции. Он пришел к выводу, что одной из причин, определяющих экспортные преимущества являются «скрытые чемпионы». В начале 2000-х гг. Симон ввел это понятие для обозначения компаний, которые входят в тройку лидеров на соответствующем мировом рынке, имеют доход менее 5 млрд долл. США и не пользуются широкой известностью.
Андрей Юрьевич Юданов – советский и российский учёный, доктор экономических наук, профессор Финансового университета при Правительстве Российской Федерации. Он продолжил исследования в этом направлении и дополнил понятие «скрытого чемпиона» указанием на возможность доминирования такой компании в узкоспециальном сегменте экономики. Он отметил, что с учетом этого, при поверхностном анализе структуры отраслевых рынков, такое лидерство может оказаться незаметным

## Быстрорастущие компании («газели»)
Со временем целый ряд исследователей в зарубежных странах и ряд организаций от ОЭСР до Всемирного банка обратили внимание на быстрорастущие компании. По их подсчетам популяция таких компаний на сегодняшний день составляет 4-7% от общего числа. В академической литературе такие компании получили название «газелей».
Помимо развитой технологичности такие компании являются уже «подрощенным» бизнесом. В зависимости от размера компании также варьируется критерий их среднегодового роста. Однако эксперты оценивают, что это не менее 10-12% среднегодового роста выручки на протяжении трех – пяти лет.
Именно такие компании, демонстрирующие устойчивые темпы роста бизнеса, на продолжительном горизонте времени, дают значимый вклад в макроэкономические показатели (увеличение налоговой базы и рост несырьевого неэнергетического экспорта) и создают значительное число рабочих мест.
При этом быстрорастущие компании, работающие в технологических отраслях экономики, помимо прочего, также вносят значимый вклад в противодействие «утечке мозгов» наиболее высококвалифицированных специалистов, создавая для них возможности на внутреннем рынке, и в создание кооперационных цепочек с другими компаниями.

## Национальные чемпионы
Национальные чемпионы — это частная разновидность быстрорастущих технологических компаний. Данные компании оказывают непропорционально большой вклад в развитие экономики страны и рост которых при этом сохраняется долгое время на высоком уровне. Число таких компаний варьируется от 3 до 10 % от общего количества в отдельно взятой стране. По оценкам экспертов в России существует порядка 500 таких компаний. Однако именно этот сегмент компаний предоставляет наибольшее количество новых рабочих мест, обеспечивает больше половины прироста ВВП и занятости населения.
Изначально термин национальных чемпионов имел совсем другое значение. Так, например, в Великобритании и Франции под национальными чемпионами долгое время понимали крупные корпорации в стратегических отраслях экономики. По мнению лидеров этих стран, такие компании должны были стремиться не только к максимизации прибыли (как сказал американский экономист и обладатель нобелевской премии по экономике Милтон Фридиман: «единственная социальная ответственность бизнеса — это извлечение прибыли»), но и к продвижению интересов государства и нации.
В настоящий момент[когда?] выделяют[кто?] 8 критериев, отражающих деятельность компаний — «национальных чемпионов»:
- Критерий 1 (частные компании): доля государства в капитале компании не должна превышать 25 %.
- Критерий 2 (зрелые компании): возраст компании — более 4 лет.
- Критерий 3 (зрелые компании): годовая выручка компании (группы) в 2021 г.: 300 млн-30 млрд руб.
- Критерий 4 (быстрорастущие компании): среднегодовой темп роста выручки — не менее 10 % (за последние 3 года).
- Критерий 5 (инновационные компании): доля новой или существенно улучшенной продукции — не менее 20 % от общей выручки (за последние 3 года).
- Критерий 6 (инновационные компании): доля средних затрат на НИОКР — не менее 5 % от общей выручки (за последние 3 года).
- Критерий 7 (глобально конкурентоспособные компании): наличие экспорта за последние три года или стратегии по выходу на него.
- Критерий 8 (компании, нацеленные на дальнейшее развитие): наличие планов по дальнейшему росту выручки и экспорта.

## Экономика и участие государства
Мировая практика показывает, что компании-«национальные чемпионы» могут и без государственной поддержки достигать высоких коммерческих результатов и быть весьма успешными, но обладая ей процесс ускоряется. Компании быстрее реализуют свой потенциал, превращаясь в драйвер роста экономики общенационального масштаба, тем самым также и облегчая себе путь по выходу на мировой рынок. В связи с этим многие страны сегодня поддерживают идею государственного стимулирования «национальных чемпионов». 
Меры поддержки государства по отношению к «национальным чемпионам» могут способствовать развитию сегмента быстрорастущих компаний и придать новый стимул для роста экономики. При этом сама промышленная политика в данном случае должна быть направлена на следующие аспекты при содействии развитию компаний-«национальных чемпионов»:
- меры поддержки, направленные на улучшение качества и увеличение темпов роста компаний;
- селективный подход при выборе получателей мер поддержки, с точки зрения потенциала роста (фокусировка вместо распыления);
- расширение круга привлекаемых при поддержке государства финансовых мер (помимо грантов, субсидий и кредитов, также финансирование в виде кредитов на инновационную деятельность и НИОКР, финансовая поддержка от бизнес-ангелов, получение венчурного капитала и помощь при выходе на IPO).

## Интерпретация в России
В 2016 г. Минэкономразвития России запустило проект «Поддержка частных высокотехнологических компаний-лидеров» («Национальные чемпионы»). Целью проекта было заявлено обеспечение опережающих темпов роста отечественных частных высокотехнологических экспортно-ориентированных компаний-лидеров и формирование на их базе отечественных транснациональных компаний. Целевой аудиторией проекта был определен сегмент частных высокотехнологических компаний с выручкой в диапазоне от 500 млн до 30 млрд рублей. Отбор компаний в проект опирался на существующий рейтинг «ТехУспех» — российский рейтинг быстроразвивающихся высокотехнологичных компаний, который формируется с 2012 г. В состав совета проекта помимо экспертов Минэкономразвития вошли внешние эксперты, в числе которых представители Минпромторга, Минобрнауки, РВК, АСИ, НИУ ВШЭ, Российского экспортного центра, Российского фонда прямых инвестиций, Фонда содействия инновациям, Фонда развития промышленности.
В 2019 г. Минэкономразвития завершило проект «Национальные чемпионы» в качестве ведомственного. И тогда компании, активно участвовавшие в этой проекте, приняли решение о необходимости сохранить нарратив по поддержке высокотехнологичных быстрорастущих компаний путем самоорганизации и создали ассоциацию быстрорастущих технологических компаний — «национальных чемпионов». Ассоциация представляет собой деловое объединение, целью которого является координация деятельности ее членов, представление и защита общих интересов членов Ассоциации, в том числе создание новых мер поддержки и подготовка предложений по доработке действующего законодательства.
В настоящий момент экспертным отбором компаний-«национальных чемпионов» занимается Иннопрактика и Российская венчурная компания при поддержке Ассоциации «Национальных чемпионов». На текущий момент отобрано 105 таких компаний.
Как показали результаты проведенных отборов, это наиболее эффективные и жизнеспособные компании, возраст которых зачастую превышает 10 лет. Они успешно пережили последствия всех кризисов и продолжают успешно развиваться. Результаты проекта уже сейчас показывают, что в России есть не только нефтяная и газовая промышленность, торговля и финансы, но и значимые инновационные компании в самых разных отраслях промышленности.